# 長岡正雄 (陸軍軍人)
長岡 正雄（ながおか まさお、1880年（明治13年）8月3日 - 1972年（昭和47年）9月11日）は、大日本帝国陸軍軍人。最終階級は陸軍少将。

## 経歴・人物
山口県出身。1902年（明治35年）陸軍士官学校第14期卒業。1913年（大正2年）陸軍大学校第25期卒業。
1924年（大正13年）に陸軍歩兵大佐・高知連隊区司令官、1926年（大正15年）に歩兵第2連隊長を経て、1930年（昭和5年）8月1日に陸軍少将に進級と同時に待命、同月29日に予備役に編入した。
1947年（昭和22年）11月28日、公職追放仮指定を受けた。